# Zrínyi I. Pál
Zrínyi I. Pál (horvátul: Pavao I. Zrinski, 1357 – Zágráb, 1414. augusztus 18.) horvát-magyar nemes, a Šubić nemzetségből származó zrinyi és arraboi gróf.

## Családja
Zrínyi I. György zrinyi gróf fia volt. Egy lánytestvére ismert Erzsébet, aki Kurjaković Tamás horvát nemes felesége volt. Pálnak két fiát és két lányát ismerjük, Zrínyi I. Pétert, Zrínyi I. Miklóst, valamint Zrínyi Annát és Zrínyi Margitot. A fiúk közül csak Péternek voltak utódai, így a Zrínyi család későbbi tagjai mind tőle származnak.

## Élete

### Ifjúkora
Zrínyi Pál első írásos említése Frangepán István vegliai gróf 1362. augusztus 31-én kelt leveléből származik, melyben arról tájékoztatja Duim blagaji, Dénes és Pál krupskai, valamint Pető kostajnicai grófokat, hogy Lajos király a védelme alá helyezte a kiskorú Pált és Erzsébetet, Zrínyi I. György gróf gyermekeit és özvegyét. A királyi gondoskodás egyértelmű jele annak, hogy az uralkodó milyen jelentőséget tulajdonított annak, hogy az egyik legjelentősebb horvát család tagjait hívei között tudja. A kiskorú Pál gróf később is feltűnik a királyi oklevelekben, de mindig az egykor családja birtokát képező Osztrovica várával kapcsolatban. Az első alkalom, amikor Pál gróf személy szerint jogügylettel kapcsolatos oklevélben szerepel egy királyi oklevélnek a zágrábi káptalan előtt 1372-ben kelt átirata. Ebben Pál még mindig nemesi rang nélkül „Paulus, filius comdam magistri Georgii de Zryn” formában szerepel, mely arra utal, hogy még mindig kiskorú volt és István vegliai gróf védnöksége alatt. Ugyancsak cím nélkül említi Pált az az 1380-as királyi oklevél, melyben Stupnica és Pedalj birtokaival kapcsolatban rendelkezik.

### A király kegyeltje
1381-ben tűnik fel az első olyan oklevél, melyből kiderül, hogy felkereste a királyt Visegrádon a fenti két birtokkal kapcsolatban. Ezt már azt jelenti, hogy kiskorúsága megszűnt, és saját maga rendelkezik birtokaival. Ebben az időben Zrínyi Pál hosszabb ideig tartózkodott a királyi udvarban, mert még júniusban is ott volt, noha udvari szolgálatot nem látott el. Árulkodó, hogy a király szeptemberben egy oklevelében már a királyi udvar fiatal vitézének („magistro Paulo, filio eiusdem condam comitis Georgii, aule nostre iuveni”) nevezi. Egyidejűleg, tekintettel a Kont nemzetséggel zajló birtokvitára megerősíti Zriny várának és néhány falunak a birtokában. 1382-ben meghalt Lajos király, de Pál gróf az udvarban ezután is töretlen megbecsülésnek örvend. Ezt erősíti Mária királynő 1383. december 8-án kelt oklevele, melyben ugyancsak a Kontokkal zajló vitával kapcsolatban „magister Paulus de Zeren, aule nostre iuvenis, fidelis noster” (udvarunk fiatal vitéze) címmel illeti. Ezt követően az 1380-as évek végéig nem említik a perrel kapcsolatban.
Neve 1384 novemberében Zára városának egyik okiratában jelenik meg, melyet Vitaliano Brunelli itáliai történész idéz történeti művében „Paolo Svigno, conte di Zara” (Zrínyi Pál Zára grófja) alakban. A név azonossága Zrínyi Pállal azonban vitatott, mert a zárai grófok nevei részletesen ismertek és ezek között Pál gróf sem akkor, sem később nem szerepel. Ismert, hogy Zrínyi Pál ekkortájt egy időre eltűnik a politikai életből, melynek pontos okai nem ismertek, talán a bekövetkezett politikai változásokkal van összefüggésben. (Mária királynő 1385. december 31-én lemondott a trónról Durazzói Károly javára, de 1386. február 7-től haláláig ismét ő volt – 1387. március 31-től Luxemburgi Zsigmond társuralkodójaként – a Magyar Királyság törvényes uralkodója.) Az első adat a politikai életbe való visszatérésére 1389. júniusából származik, amikor Zsigmond Zárában királyi házat adományoz számára és Arrabo grófjának nevezi ki. Az adomány indoklásaként a Mária királynő és Zsigmond hűséges szolgálata szerepel. Az oklevélben a király Zrínyit „magister Paulus comes de Sirinio” (Pál mester, Zríny grófja) alakban említi.  Elképzelhető, hogy szövetségesei, Frangepán János vegliai gróf és a korbáviai grófok oldalán részt vett a királynő Novigrad várából történő kiszabadításában.

### Pályája csúcsán
Arrabo grófjaként annak ellenére, hogy nem választott, hanem kinevezett elöljáró volt sikerült jó kapcsolatokat kiépítenie a helyi nemességgel. Első teendői közé tartozott 1390. áprilisában a kormányzói palota megerősítése. Tisztségét legkésőbb 1391. tavaszáig, de lehet, hogy ennél sokkal tovább is betöltötte, mivel a következő arraboi gróf Frangepán Miklós csak 1394 májusában tűnik fel ebben a tisztségben. Zrínyi Pál politikai jelentőségének növekedését jelzi, hogy 1390. júliusában négyezer aranydukátért zálogba vette Szluin várát a szomszédos Tržac faluval. A következő róla szóló adat 1393 májusából származik, amikor a zágrábi káptalan két 13. századi okirat átiratát adja ki, melyek közül a második a Zakopa nevű birtokkal kapcsolatos, melyért az 1380-as években a blagaji grófokkal összecsapások zajlottak. Az 1394 és 1397 közötti viharos időszakból (a Horvátiak legyőzése, a knini csata és Horvátország és Dalmácia visszatérése Zsigmond uralma alá, a nikápolyi csata és a kőrösi „véres szábor”) nincs forrás Pál gróf tevékenységéről. Következő említése csak 1397 szeptemberében történt, amikor személyesen kérte Garai Miklós bánt, hogy az 1380-as években a blagaji grófok által elkövetett erőszakoskodások ügyében járjon el. Az ügyben a bán kérésére a zágrábi káptalan meg is indította az eljárást, de ez valószínűleg nem hozott eredményt, legalábbis nyoma nem maradt.
1397 októberében Pál grófot ismét a király mellett találjuk a temesvári országgyűlésen. Ez alkalomból a király oklevelet bocsátott ki, melyben Pál kérésére intette rokonait, a bribiri Šubić család tagjait, hogy tartózkodjanak a Pál gróf által örökölt Lučka megyei birtokok illegális elfoglalásától. Úgy tűnik, hogy Pál ezután is a király közelében maradt, mert 1398 májusában Újlakon, a boszniai hadjárat előkészítésénél találjuk. Ezt követően valószínűleg részt vett a király boszniai hadjáratában. A hadjárat Zrínyi Pál számára kedvezőtlen kimenetelű volt, mert Hervoja herceg elfoglalta a Zriny közelében fekvő Dubica megyét. Ezzel Bosznia határa az Una folyóhoz, a Zrínyi birtokok közvetlen közelébe került, mely állapot 1402-ig tartott. Ez idő alatt birtokait csak állandó harcok közepette tudta megvédeni.
1402 júniusában ismét a király kíséretében találjuk az újabb boszniai hadjárat során, mellyel visszafoglalták Dubica megyét, majd szeptemberben a pozsonyi országgyűlésen is, ahol az országgyűlés hozzájárulásával a Magyar Királyság trónörökösévé nevezte ki Habsburg Albert apját, IV. Albert osztrák herceget, és távollétében megtette Magyarország kormányzójának.
Ezután látszólagos fordulat történt politikájában. 1403 augusztusában megjelent a nini káptalan előtt, ahol tiltakozott Bužani megye királyi eladományozása, illetve bárminemű elidegenítése ellen. Mindez tíz nappal Nápolyi László zárai koronázása után történt, mely azt jelentené, hogy Zrínyi Pál támogatta Kanizsai János esztergomi érseket, a Zsigmond ellenes lázadók vezetőjét, aki Nápolyi Lászlónak a magyar trónra juttatásán munkálkodott. Ennek némileg ellentmond, hogy Zrínyi egészen 1405. márciusáig élvezte a király bizalmát. Ez abból is látható, hogy a király egy ekkor kelt levelében a „viri magnifici” jelzőt használja vele kapcsolatban, mely kifejezés a király báróit jelölte. Ezt erősítik meg Nápolyi László Zrínyi elleni lépései, aki 1406. szeptember 15-én kelt oklevelében elvette tőle Zriny várát és Hervojának adta. Zrínyit ebben a „rebellis nostri notorii” (megrögzött lázadónk) jelzővel illeti. 1405 és1408 között Zrínyi birtokai többször is Hervoja elleni katonai akciók helyszínei, melyekben Pál és fia Péter is biztosan részt vett.

### Utolsó évei
A boszniai események során találkozhatott Pál és fia Péter rokonaival, a bribiri grófokkal, mely után 1408. október 25-én a zágrábi káptalan előtt örökösödési szerződést kötnek Pál unokatestvérével bribiri Šubić II. Jakabbal. Megállapodtak abban, hogy aki korábban gyermek nélkül hal meg, az minden vagyonát az életben maradóra hagyja, nehogy más család, vagy nemzetség kezébe kerüljön. Ismert, hogy Zsigmond nevében Jakab gróf tárgyalt Hervojával, Zágrábi tartózkodása talán ezzel van összefüggésben.
1409 májusában Pál gróf újra zálogba veszi Szluin várát Frangepán Miklóstól. Úgy tűnik azonban, hogy Zrínyi a várat valójában nem kívánta birtokba venni, hanem az Miklós fiának egy Frangepán lánnyal kötendő házasságával van kapcsolatban. Ugyanez az esemény állhat a hátterében a zágrábi káptalan előtt 1410. április 24-én kötött birtokfelosztási szerződésnek. Egy későbbi dokumentumból ismert, hogy házat vásárolt Zágrábban, melyet halála esetén özvegyére és Miklós fiára hagyott, sőt megkapta a zágrábi polgárságot is.
Ezt követően haláláig már semmilyen politikai szerepet nem vállalt. A király kegyeit azonban továbbra sem veszítette el, mert a király Pál kérésére Csupor Pál bán által az apa oldalán beavatkozott a közte és Péter fia közti konfliktusba, mely két falu birtokáért folyt. Zrínyi Pál 1414. augusztus 18-án hunyt el Zágrábban és a remetei kolostor templomának főoltára előtt helyezték örök nyugalomra, melyet végrendeletében gazdagon megajándékozott. Sírkőlapját két sasszárny díszíti.